# Mbipia
Mbipia é um género de peixe da família Cichlidae.
Este género contém as seguintes espécies:
- Mbipia lutea
- Mbipia mbipi